# 1900년 하계 올림픽 모터레이싱
1900년 하계 올림픽 모터레이싱은 프랑스 파리에서 개최된 1900년 하계 올림픽의 비공식 종목이다. 14개의 세부종목이 있었다.
운전자나 선수의 이름보다 자동차 회사의 이름으로 엔트리가 작성되었으며 당시에 기록은 정확하게 측정되지 않았다. 파리-툴루즈-파리 경주의 두 개의 종목만 예외였으며 이 중 하나는 루이 르노가 우승했다. 참가자 대부분은 프랑스인이었으나 외국인도 몇몇 있었다.

## 메달리스트
| 종목                                          | 금                                        | 은                                        | 동                                         |
| 2인승 차 - 400kg 이하 - 815km - A경주         | 선수 불명 (FRA) · 차종: 불명              | 선수 불명 (FRA) · 차종: 불명              | 없음                                       |
| 2인승 차 - 400kg 이하 - 815km - B경주         | 선수 불명 (FRA) · 차종: 르노              | 선수 불명 (FRA) · 차종: 우테냉 샬당르     | 선수 불명 (FRA) · 차종: 페르난데           |
| 2인승 차 - 400kg 이하 - 815km - B경주         | 선수 불명 (FRA) · 차종: 르노              | 선수 불명 (FRA) · 차종: 우테냉 샬당르     | 선수 불명 (FRA) · 차종: 한저               |
| 2인승 차 - 400kg 초과                         | 선수 불명 (FRA) · 차종: 푸조              | 선수 불명 (FRA) · 차종: 들라이예 · 프랑스 | 선수 불명 (FRA) · 차종: 세르폴레           |
| 2인승 차 - 400kg 초과                         | 선수 불명 (FRA) · 차종: 푸조              | 선수 불명 (FRA) · 차종: 들라이예 · 프랑스 | 선수 불명 (FRA) · 차종: 로쉐 프티 · 프랑스 |
| 4인승 차 - 400kg 초과                         | 선수 불명 (FRA) · 차종: 데 디트리히       | 없음                                      | 선수 불명 (FRA) · 차종: 데 브루오          |
| 4인승 차 - 400kg 초과                         | 선수 불명 (FRA) · 차종: 들라이예          | 없음                                      | 선수 불명 (FRA) · 차종: 위르튀             |
| 6인승 차 - 400kg 초과                         | 선수 불명 (FRA) · 차종 파나르 르바소      | 선수 불명 (FRA) · 차종: 브루오            | 선수 불명 (FRA) · 차종: 세르폴레           |
| 6인승 차 - 400kg 초과                         | 선수 불명 (FRA) · 차종 파나르 르바소      | 선수 불명 (FRA) · 차종: 브루오            | 선수 불명 (FRA) · 차종: 조지 리차드        |
| 7인승 차                                      | 없음                                      | 선수 불명 (FRA) · 차종: 파나르 르바소     | 없음                                       |
| 택시 - 휘발유 - 300km                         | 선수 불명 (FRA) · 차종 불명               | 선수 불명 (FRA) · 차종 불명               | 선수 불명 (FRA) · 차종 불명                |
| 택시 - 전기 - 300km                           | 선수 불명 (FRA) · 차종 불명               | 선수 불명 (FRA) · 차종 불명               | 선수 불명 (FRA) · 차종 불명                |
| 배달용 화물차 - 500 ~ 1200kg - 휘발유 - 300km | 선수 불명 (FRA) · 차종 불명               | 선수 불명 (FRA) · 차종 불명               | 선수 불명 (FRA) · 차종 불명                |
| 배달용 화물차 - 500 ~ 1200kg - 전기 - 300km   | 선수 불명 (FRA) · 차종 불명               | 선수 불명 (FRA) · 차종 불명               | 없음                                       |
| 소형 트럭 - 1000kg 초과 - 300km               | 선수 불명 (FRA) · 차종: 드 디옹 부통      | 없음                                      | 선수 불명 (USA) · 차종: 리커 일렉트릭      |
| 소형 트럭 - 1000kg 초과 - 300km               | 선수 불명 (FRA) · 차종: 푸조              |                                           |                                            |
| 트럭                                          | 선수 불명 (FRA) · 차종: 드 디옹 부통 (I)  | 없음                                      | 없음                                       |
| 트럭                                          | 선수 불명 (FRA) · 차종: 푸조              |                                           |                                            |
| 트럭                                          | 선수 불명 (FRA) · 차종: 드 디옹 부통 (II) |                                           |                                            |
| 트럭                                          | 선수 불명 (FRA) · 차종: 파나르 르바소     |                                           |                                            |
| 파리-툴루즈-파리 - 소형차                     | 루이 르노 (FRA) · 차종: 르노              | 슈라더 (FRA) · 차종: 르노 아스터          | 그뤼 (FRA) · 차종: 르노                    |
| 파리-툴루즈-파리 - 대형차                     | "레베" (알프르 벨그) (FRA) · 차종: 모르   | 팽송 (FRA) · 차종: 파나르 르바소          | 카를 보이트 (GER) · 차종: 파나르 르바소    |